# Nathalie Perreau
Nathalie Perreau († 13. Dezember 1993) war eine französische Schriftstellerin, die erotische Werke verfasste.
In dem TV-Erotik-Film Joy à San Francisco, der auf einem der Werke ihres Mannes, des Autors, Journalisten und Radioproduzenten Jean-Pierre Imbrohoris, basiert, spielte sie eine Journalistin.
Sie starb bei einem Autounfall südlich von Montélimar am 13. Dezember 1993 zusammen mit ihrem Mann Jean-Pierre Imbrohoris, dem gemeinsamen Sohn und der Autorin Vanessa Duriès.

## Werke
- L’amour en soi, Ramsay 1 janvier 1990, ISBN 978-2286474232; Taschenbuchausgabe bei Pocket 1 janvier 1992, ISBN 978-2266042000
- Hommes, mode d’emploi, Ramsay 14 janvier 1992, ISBN 978-2859569907
- Virginie, Nexus 1992, ISBN 978-0352328168 (englisch)
- Tellement femmes, Spengler 1993, ISBN 978-2909997056